# کلوئید

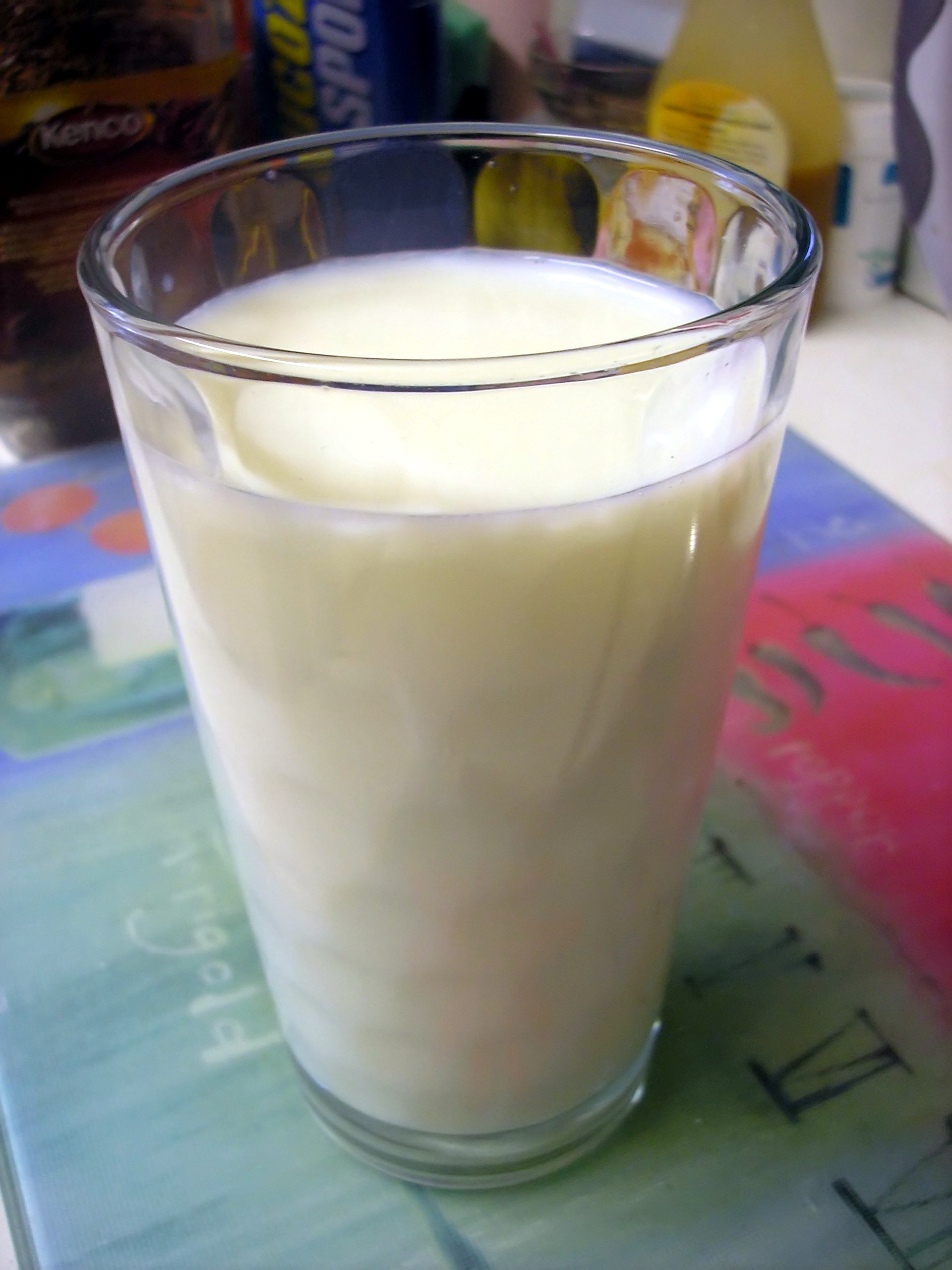
شیر نمونه‌ای از کلوئید مایع-مایع یا امولسیون چربی در آب است.

کلوئید (به فرانسوی: Colloïde) یا چسب‌سان مخلوطی ناهمگن است که حالتی بین محلول و سوسپانسیون است که ذرات حل‌شونده در آن بزرگتر از ذرات محلول‌ها هستند و نور را پخش می‌کند، اما در عین حال ریزتر از ذرات سوسپانسیون‌ها هستند و ته‌نشین نمی‌شوند.
مخلوط‌های کلوئیدی را محلول‌های چسب مانند نیز می‌گویند. پراکندگی ذرات آن‌ها به صورت پراکندگی یونی و مولکولی نیست، بلکه به صورت مجموعه‌های مولکولی به نام میسل می‌باشند که به راحتی از حلال، قابل تشخیص هستند، مانند ذرات گچ یا قطرات روغن زیتون در آب، به‌طوری که محلول‌های غیر حقیقی یا همان محلول‌های کلوئیدی مخلوط یکنواخت نیستند. کلویید یک مخلوط است با ذراتی که اندازهٔ آن‌ها بزرگتر از اندازهٔ ذرات در محلول است. ذره‌ها در کلویید به صورت معلق و پراکنده هستند. کلوییدها دست‌کم از دو فاز تشکیل شده‌اند یکی فاز پراکنده شونده و دیگری فاز پراکنده‌کننده مانند مخلوط نشاسته در آب که به عنوان محلول شناخته نمی‌شود.
اندازه هر یک از اجزای کلوئید از ۱ نانومتر تا ۱۰۰ نانومتر است.

## کلوئیدها

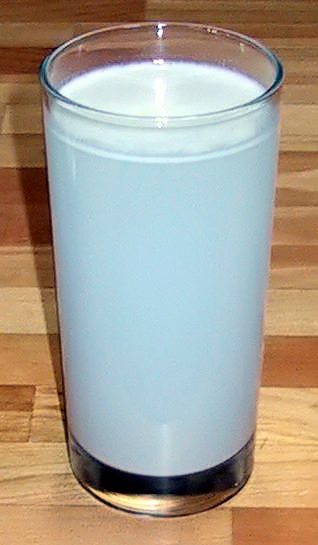
آب و آرد که کلوئید است

هنگامی که شکر به آب افزوده می‌شود، در آن حل شده و نوعی محلول به وجود می‌آورد. شما می‌توانید این محلول را ببینید. این محلول بدون تغییر از کاغذ صافی عبور می‌کند.
هنگامی که پودر گچ به آب افزوده شود، در آن حل نشده و به صورت معلق در می‌آید. که به آن سوسپانسیون می‌گویند. ذره‌های گچ در هنگام هم زدن، در آب پخش می‌شوند. این مخلوط، کدر است و هنگامی که به حال خود رها شود، گچ ته‌نشین می‌شود.
چسب کاغذ دیواری از نشاسته درست شده است. هنگامی که با آب مخلوط می‌شود، در آن حل نشده یا ته‌نشین هم نمی‌شود. بلکه در آب پخش شده و به صورت ماده ای ژله ای شکل در می‌آید که شکل خاصی از مخلوط است و کلوئید نام دارد.
کلوئید از دو ماده تشکیل شده است که با هم مخلوط شده ولی در هم حل نشده‌اند. کلوئید از ذره‌های ریز یک ماده که در مادهٔ دیگر پخش شده است، به وجود می‌آید.
شیر مثالی از یک کلوئید است. شیر شامل قطره‌های ریز چربی است که در آب پخش شده و امولسیون چربی در آب نامیده می‌شوند. قطره‌های یک کلوئید بین ۰٫۰۱ میلی‌متر تا ۰٫۰۰۰۰۰۱ میلی‌متر قطر دارند. این قطره‌ها برای حل شدن خیلی بزرگ و برای ته‌نشین شدن خیلی کوچک هستند.
گاهی اوقات، برخی مواد شیمیایی به کلوئید افزوده می‌شوند تا از جداشدن اجزای سازندهٔ کلوئید جلوگیری کنند. این مواد، امولسیون‌کننده نامیده می‌شوند. این گونه مواد در تهیهٔ مواد خوراکی کاربرد زیادی دارند. معمولاً می‌توان نام آن‌ها را بر روی بسته‌بندی مواد غذایی دید.

## تاریخچه
واژه کلوئید را توماس گراهام در سال ۱۸۶۱ معرفی کرد و امروزه از دید علمی و فناوری اهمیت زیادی یافته است. رنگ‌های پوششی، سرامیک‌ها، مواد آرایشی، مواد پاک‌کننده، مواد غذایی و بسیاری دیگر از عوامل زندگی روزمره به شدت به وجود آن وابسته شده است.

## ویژگی کلوئیدها
- کلوییدها محلول نیستند کلوییدها ظاهری محلول‌مانند دارند؛ یعنی به‌ظاهر همگن و شفاف‌اند و مانند محلول‌ها از سوراخ‌های کاغذ صافی می‌گذرند. با وجود این، چهار تفاوت اساسی میان کلوییدها و محلول‌ها دیده می‌شود: ۱. درکلوییدها، اندازهٔ ذراتِ پخش‌شده، از اندازهٔ ذرات حل‌شده در محلول‌ها، یعنی مولکول‌ها و یون‌ها، بزرگتر است (اندازهٔ ذره‌های کلویید بین ۱ تا ۱۰۰۰ نانومتر است). ۲. اگرچه معمولاً اندازهٔ ذرات سازندهٔ کلوییدها آن اندازه کوچک است که از سوراخ‌های کاغذ می‌گذرند، اما آن اندازه بزرگ هم هست که وقتی در مسیر نور قرار گیرند، بتوانند نور را به اطراف بپراکنند. اگر در یک جای تاریک، دو ظرف، یکی شامل محلولی مانند آب نمک و دیگری شامل کلوییدی مانند FeCl3 در آب جوش را در کنار یکدیگر قرار دهید و باریکهٔ نوری به آن بتابانید و از پهلو به آن دو نگاه کنید، می‌بینید که مسیر عبور نور در داخل محلول مشخص نیست، ولی در داخل کلویید کاملاً مشخص است؛ به ترتیب از چپ به راست: کلویید پودر طلا، محلول کلرید طلا، سوسپانسیون سولفات آهن و کلرید طلا ۳. کلوئیدها حالتی پایدار دارند و به مرور زمان ته‌نشین نمی‌شوند. ۴. ذرات سازندهٔ کلوییدها بر خلاف ذرات سازندهٔ محلول‌ها، در شرایط معین، مثلاً بر اثر سرد کردن یا گرم کردن یا در مجاورت با برخی ذرات دیگر، به یکدیگر متصل می‌شوند و ذرات بسیار بزرگتری را تشکیل می‌دهند. در این صورت، کلویید حالت «نیمه‌جامد» یا «ژله» به خود می‌گیرد، یا اینکه لخته می‌شود.
- ناهمگنی: هر مخلوط کلوئیدی از ذرات بسیار ریزی که فقط با اولترامیکروسکوپ دیده می‌شود، تشکیل شده و برخلاف محلول‌های واقعی همیشه ناهمگن می‌باشد.
- فشار اسمزی: نباید انتظار داشت که فشار اسمزی مخلوط کلوئیدی بزرگ باشد، زیرا ذرات معلق در حلال از اجتماع هزاران مولکول بدست آمده‌اند و حال آنکه در محلول‌ها ذرات، ماهیت و طبیعت شیمی فیزیکی خود را حفظ می‌کنند و در نتیجه فشار اسمزی که نسبت مستقیم با آن‌ها دارد، زیادتر از تعداد ذرات مجتمع و متراکم محلول‌های کلوئیدی است.
- پالایش پذیری: ذرات ریز مخلوط کلوئیدی به آسانی از منافذ کاغذهای صافی عبور می‌کنند. از همین روست که در آزمایشگاه از بشقاب‌های چینی لعاب نخورده استفاده می‌کنند.
- اثر تیندال: به وجود ذرات معلق در هوای یک اتاق تاریک یا در سالن سینما در وقتی که اشعه از سوراخ تنگی داخل می‌شود، آشنایی داریم. همین پدیده با محلول کلوئیدی ظاهر می‌شود. این پدیده به نام پدیده تیندال، بعلت پراکندگی نور در اثر ذرات می‌باشد و ارتباطی با انعکاس ندارد.
- رنگ: رنگ مخلوط کلوئیدی از طول موج نور پخش شده بدست می‌آید و تابع بزرگی و ماهیت ذرات کلوئیدی می‌باشد.
- حرکت براونی: مانند ذرات گاز که با حرکات منظم به اطراف پخش و پراکنده می‌شوند و با هم برخوردهایی دارند، ذرات محلول‌های کلوئیدی حرکاتی نظیر آن‌ها را دارا می‌باشند که به نام کاشف آن " براون " معروف گشته است.
- کاتافوریزیس: یک ویژگی بسیار مهم مخلوط کلوئیدی که در ژئوشیمی نیز قابل توجه می‌باشد، دارا بودن بارالکتریکی ذرات می‌باشد. به این معنا که اگر محلول را تحت تأثیر میدان الکتریکی قرار دهیم، ذرات به سمت یکی از الکترودها متوجه می‌شوند. این پدیده که به نام کاتافورز مشهور گشته، با پدیده الکترولیز تفاوت دارد، زیرا در محلول الکترولیت، دو نوع بار مثبت و منفی وجود دارد و هر بار به سمت قطب مخالف خود می‌رود، ولی در محلول‌های کلوئیدی فقط یک بار، گاهی مثبت و زمانی منفی وجود دارد. چنان‌که، بار محلول‌های کلوئیدی هیدرات‌های Fe, Cr, Al و بعضی اکسیدها مثال مثبت است، ولی فلزات Au, Cu, Ag و سولفورهای فلزات و چسب هوموس، سلول‌های منفی می‌باشند.
- الکترواسموز: بار ذرات را می‌توان با استعمال میدان الکتریکی تعیین نمود. در آزمایش الکتروفورز، ذرات نسبت به محیط تفرق و حلال در حرکت می‌باشند، اما می‌توان ذرات را ساکن و متوقف ساخت و محیط تفرق را به حرکت انداخت. این پدیده، به نام الکترواسموز برای خشک کردن مواد رنگی و اخذ رطوبت از خاک چینی و غیره می‌باشد.
- رسوب شدن و انعقاد: ذرات هر محلول کلوئیدی را می‌توان با افزایش یک الکترولیت مناسب رسوب داد.

## خواص محلول‌ها، کلوییدها و سوسپانسیون‌ها
| محلول‌ها                            | کلوییدها                           | سوسپانسیون‌ها                          |
| ---------------------------------- | ---------------------------------- | ------------------------------------- |
| ته‌نشین نمی‌شوند.                    | ته‌نشین نمی‌شوند.                    | با گذشت زمان ته‌نشین می‌شوند.           |
| بدون تغییر از صافیِ معمولی می‌گذرند. | بدون تغییر از صافیِ معمولی می‌گذرند. | به وسیلهٔ کاغذ صافیِ معمولی جدا می‌شوند. |
| بدون تغییر از غشا می‌گذرند.         | به وسیلهٔ غشا جدا می‌شوند.           | به وسیلهٔ غشا جدا می‌شوند.              |
| نور را پراکنده نمی‌کنند.            | نور را پراکنده می‌کنند.             | نور را پراکنده می‌کنند.                |

## هیدروکلوئیدها
هیدروکلوئید به‌عنوان یک سیستم کلوئیدی تعریف می‌شود که در آن ذرات کلوئیدی، پلیمرهای آبدوست یا هیدروفیلی پراکنده در آب باشند. هیدروکلوئید دارای ذرات کلوئید پخش شده در سراسر آب موجود در آن، و بسته به مقدار آبی که در دسترس دارد، می‌تواند در حالتها مختلفی چون ژل، موس، آبکی یا جامد را بخود بگیرد.
هیدروکلوئیدها می‌توانند به صورت برگشت‌ناپذیر (تک حالته) یا برگشت‌پذیر باشند. برای مثال آگار، هیدروکلوئیدی برگشت‌پذیر از عصاره جلبک دریایی است که می‌تواند در حالت‌های ژل و جامد وجود داشته و با افزودن یا حذف گرما، به‌طور متناوب بین دو حالت در نوسان باشد. بسیاری از هیدروکلوئیدها از منابع طبیعی مشتق شده‌اند. برای مثال آگار و کاراگینان از گیاهان دریایی استخراج شده یا ژلاتین توسط هیدرولیز پروتئین گاو تولید می‌شود و پکتین از پوست مرکبات حاصل می‌آید.
هیدروکلوئیدها در صنایع مواد غذایی و به‌طور عمده برای تأثیر بر ویسکوزیته محصولاتی چون سُسها بکار می‌روند. از دیگر کاربردهای هیدروکلوئیدها می‌توان به پانسمان پیشرفته در درمان زخمها بر پوست نام برد.

## کریستالوئیدها
کریستالوئید یا کریستال کلوئیدی یک آرایه بسیار منظم از ذرات است که می‌تواند به صورت یک رشته طولانی (به‌طور معمول در حدود چند میلی‌متر تا یک سانتی‌متر) تشکیل شده و مشابه همتای اتمی یا مولکولی آن‌ها بنظر می‌رسد.

## انواع کلویید
کلوییدها و خواص آنهارا می‌توان در جدول زیر طبقه‌بندی کرد.
| فاز پخش شونده | فاز پخش‌کننده | نوع کلویید   | حالت فیزیکی | نام کلویید   | نمونه‌ها                                 |
| ------------- | ------------ | ------------ | ----------- | ------------ | --------------------------------------- |
| گاز           | گاز          | -            | -           | -            | -                                       |
| گاز           | مایع         | گاز در مایع  | مایع        | کف مایع      | کف صابون                                |
| گاز           | جامد         | گاز در جامد  | جامد        | کف جامد      | سنگ پا، یونولیت                         |
| مایع          | گاز          | مایع در گاز  | گاز         | آیروسول مایع | مه، افشانه‌ها (اسپری‌ها)                  |
| مایع          | مایع         | مایع در مایع | مایع        | امولسیون     | شیر، کره، مایونز                        |
| مایع          | جامد         | مایع در جامد | جامد        | ژل           | ژله، ژل موی سر                          |
| جامد          | گاز          | جامد در گاز  | گاز         | آیروسول جامد | دود، غبار                               |
| جامد          | مایع         | جامد در مایع | مایع        | سول مایع     | رنگ‌های روغنی، چسب مایع                  |
| جامد          | جامد         | جامد در جامد | جامد        | سول جامد     | سرامیک، شیشه ی رنگی، یاقوت، لعل، فیروزه |

## تعریف حامل
جزئی که مخلوط شونده را در بر می‌گیرد و معمولاً درصد بیشتری از مخلوط را تشکیل می‌دهد حامل است.
در مواد کلوئیدی، ماده‌ای که از ماده دیگر بیشتر است حامل و ماده دیگر معلق و قابل تشخیص است.

## کاربرد درمانی
در دانش پزشکی، محلول‌های کلوئیدی بکار رفته در درمان تزریقی وریدی متعلق به یک گروه بزرگ از حجم افزاها بوده، و می‌تواند در تزریق درون رگ، به عنوان سرم‌درمانی استفاده شود. کلوئید توان ارائه و حفظ فشار اسمزی بالایی در خون را داراست.

## نگارخانه

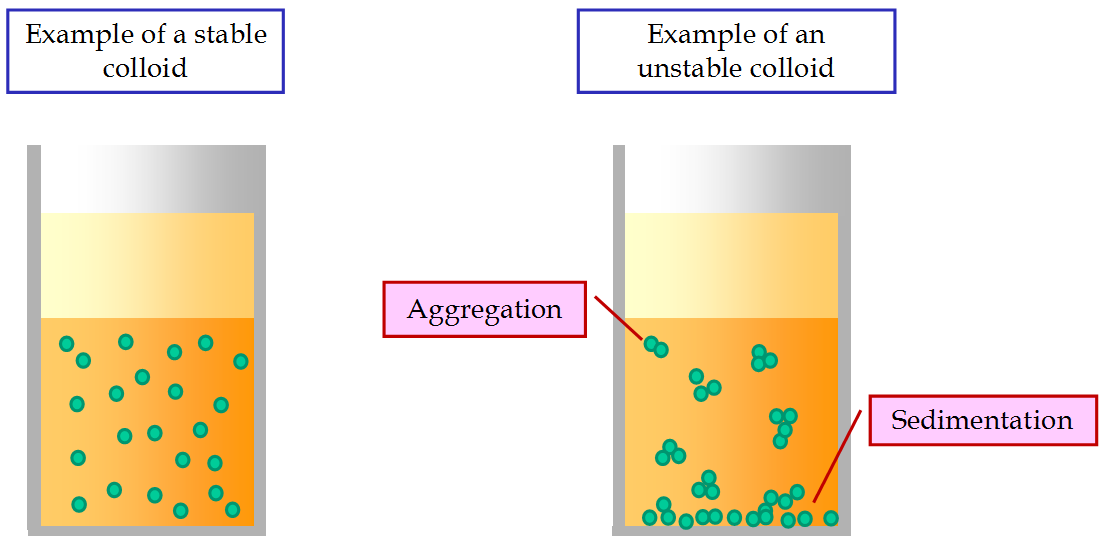